# کنیون نیکلسون
کنیون نیکلسون (انگلیسی: Kenyon Nicholson؛ ۲۱ مه ۱۸۹۴ –۱۹ دسامبر ۱۹۸۶) نمایشنامه‌نویس و فیلم‌نامه‌نویس اهل ایالات متحده آمریکا بود.
از فیلم‌هایی که وی در آن‌ها نقش داشته‌است، می‌توان به دو هفته مرخصی اشاره نمود.